# Hayden Hurst
(en) Statistiques sur pro-football-reference
Hayden Randle Hurst, né le 24 août 1993 à Jacksonville (Floride), est un sportif professionnel américain de football américain qui évolue au poste de tight end dans la National Football League (NFL) depuis la saison 2018.
Sélectionné en 25e choix global lors du premier tour de la draft 2018 de la NFL par la franchise des Ravens de Baltimore, il y reste deux saisons (2018-2019) et rejoint ensuite les Falcons d'Atlanta (2020-2021), les Bengals de Cincinnati (2022) et les Panthers de la Caroline (2023). Libéré le 13 mars 2024, il signe avec les Chargers de Los Angeles en 2024.
Au niveau universitaire, il a joué dans la NCAA Division I FBS pour les Gamecocks de la Caroline du Sud pendant trois saisons (2015-2017) et y est sélectionné dans la première équipe de la Southeastern Conference (SEC) en 2047.
En 2021, la National Football League Players Association lui décerne le trophée Alan Page Community Award (en) récompensant chaque année un joueur qui va au-delà de ses attentes pour effectuer des services communautaires dans sa ville natale et dans la ville de son équipe.